# 大齊克
49°20′49″N 40°2′31″E / 49.34694°N 40.04194°E
大齊克（烏克蘭語：Великоцьк）是位於烏克蘭東部的村莊，由盧甘斯克州舊比利斯克區的米洛韋市鎮負責管轄。該村始建於1600年，面積11.14平方公里，海拔高度94米，2001年人口1,492，人口密度每平方公里133.9人。